# Dıryan
Dıryan är en ort i Azerbajdzjan.   Den ligger i distriktet Lənkəran Rayonu, i den sydöstra delen av landet, 200 km sydväst om huvudstaden Baku. Dıryan ligger 102 meter över havet och antalet invånare är 758.
Terrängen runt Dıryan är lite bergig. Runt Dıryan är det ganska tätbefolkat, med 60 invånare per kvadratkilometer.. Närmaste större samhälle är Arkewan, 18,7 km norr om Dıryan.
I omgivningarna runt Dıryan växer i huvudsak blandskog.